# Alexandria Museum of Art
Het Alexandria Museum of Art is een Amerikaans museum voor kunst in Alexandria in Midden-Louisiana. Het is gevestigd in het historische en gerenoveerde Rapides Bank & Trust Company Building.
Het museum werd opgericht in 1977, vervolgens gemoderniseerd en heropend in 1998. Het is voornamelijk bekend van de permanente verzameling van hedendaagse kunst van kunstenaars uit Louisiana. Het bezit de grootste verzameling volkskunst van Noord-Louisiana. In de collectie van het museum bevinden zich meerdere werken van o.a. Max Papart, Clementine Hunter, Will Henry Stevens, Hunt Slonem, Margaret Evangeline en Ida Kohlmeyer. Het museum verzameld niet alleen werken van lokale gevestigde kunstenaars maar ook van docenten en studenten van lokale kunstopleidingen.
Ook heeft het museum een aantal keramische werken van de voormalige Newcomb College Art Pottery. Een pottenbakkerij opgericht door vrouwelijke studenten van de H. Sophie Newcomb Memorial College gelieerd aan de Tulane University. 